# Villeneuve-Saint-Vistre-et-Villevotte
Villeneuve-Saint-Vistre-et-Villevotte ist eine französische Gemeinde mit 121 Einwohnern (Stand: 1. Januar 2022) im Département Marne in der Region Grand Est. Sie gehört zum Kanton Sézanne-Brie et Champagne und zum Arrondissement Épernay. 

## Geografie
Die Gemeinde Villeneuve-Saint-Vistre-et-Villevotte liegt etwa 53 Kilometer nordwestlich von Troyes am Ruisseau de Choisel, einem kleinen Nebenfluss der Aube im südwestlichen Teil der Trockenen Champagne. Die Umgebung zeichnet sich durch von großflächigen Äckern bedeckte sanfte Hügel aus. Die Umgebung ist für den Weinbau ungeeignet und so findet man erst etwa fünf Kilometer westlich nahe Fontaine-Denis-Nuisy Rebstöcke des Weinbaugebietes Côte de Sézanne innerhalb der Weinbauregion Champagne. Im Gemeindegebiet von Villeneuve-Saint-Vistre-et-Villevotte verläuft parallel zum Ruisseau de Choisel der Be- und Entwässerungskanal Canal de Choisel. Umgeben wird Villeneuve-Saint-Vistre-et-Villevotte von den Nachbargemeinden Queudes im Norden, La Chapelle-Lasson im Osten, Allemanche-Launay-et-Soyer im Südosten, Saint-Quentin-le-Verger im Südwesten sowie Barbonne-Fayel im Nordwesten.

## Bevölkerungsentwicklung
| Jahr                       | 1962 | 1968 | 1975 | 1982 | 1990 | 1999 | 2008 | 2018 |
| -------------------------- | ---- | ---- | ---- | ---- | ---- | ---- | ---- | ---- |
| Einwohner                  | 114  | 101  | 108  | 102  | 107  | 121  | 133  | 123  |
| Quellen: Cassini und INSEE |      |      |      |      |      |      |      |      |

## Sehenswürdigkeiten

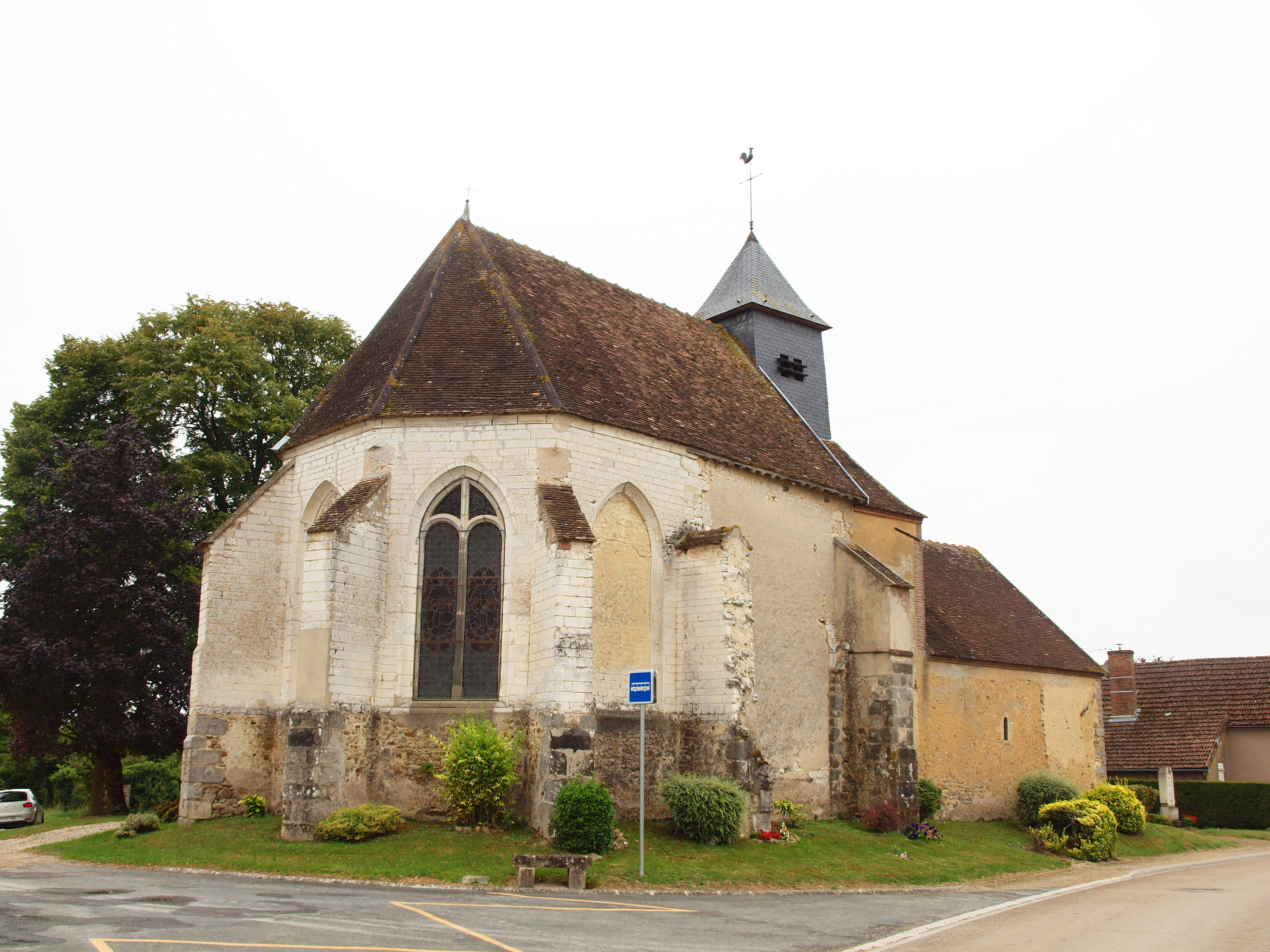
Kirche Sainte-Tanche

- Kirche Sainte-Tanche in Villeneuve
- Reste der Kirche Saint-Nicolas in Villevotte, in den 1960er Jahren abgerissen
- Lavoir